# Altajština
Altajština je západoturkický jazyk, který je nejvíce příbuzný s kyrgyzštinou, takže se řadí mezi kypčacké jazyky (kypčacko-kyrgyzské jazyky).
Je oficiálním jazykem v Altaji, Rusko, ale mluví se s ním i v Mongolsku a Číně.

## Hlavní zájmena
| Jednotné číslo | Jednotné číslo | Množné číslo | Množné číslo  |
| Altajština     | Čeština        | Altajština   | Čeština       |
| -------------- | -------------- | ------------ | ------------- |
| мен            | já             | бис          | my            |
| сен            | ty (formálně)  | слер         | vy (formálně) |
| ол (ol)        | on,ona,ono     | олор         | oni,ony,ona   |

## Písmo
Od roku 1938 se altajština zapisuje upravenou cyrilicí s přidanými znaky:

Јј, Ҥҥ, Ӧӧ, Ӱӱ

## Příklady

### Číslovky
| Altajsky | Česky |
| биp      | jeden |
| эки      | dva   |
| ӱч       | tři   |
| тӧpт     | čtyři |
| бeш      | pět   |
| aлты     | šest  |
| jeти     | sedm  |
| сегис    | osm   |
| тoгуc    | devět |
| он       | deset |

## Vzorový text
Otče náš (modlitba Páně):
Теҥеридеги Адабыс!
Адыҥ Сениҥ агарулалзын,
Каандыгыыҥ Сениҥ келзин. Канайып теҥериде,
анайып јерде де табиҥ Сениҥ болзин.
Кӱнӱҥ сайынгы калажиысты бӱгӱн биске бер.
Биске тӧлӱлӱ улустаҥ канайып некебейдис,
бистиҥ де тӧлӱлеристи некебе. Ченелтеге
бисти кийдирбе, је јаманнаҥ бисти корула.
Амин.

### Všeobecná deklarace lidských práv
| altajsky | Ончо улус акјарыкка јайым ла теҥ‐тай тап‐эриктӱ туулат. Олор санааукаалу ла чек кӱӱнтапту болуп бӱткен ле бой‐бойын карындаш кирези кӧрӧр лӧ јӱрер учурлу. |
| česky    | Všichni lidé se rodí svobodní a sobě rovní co do důstojnosti a práv. Jsou nadáni rozumem a svědomím a mají spolu jednat v duchu bratrství.                 |